# ガヴリール・ゴロフキン

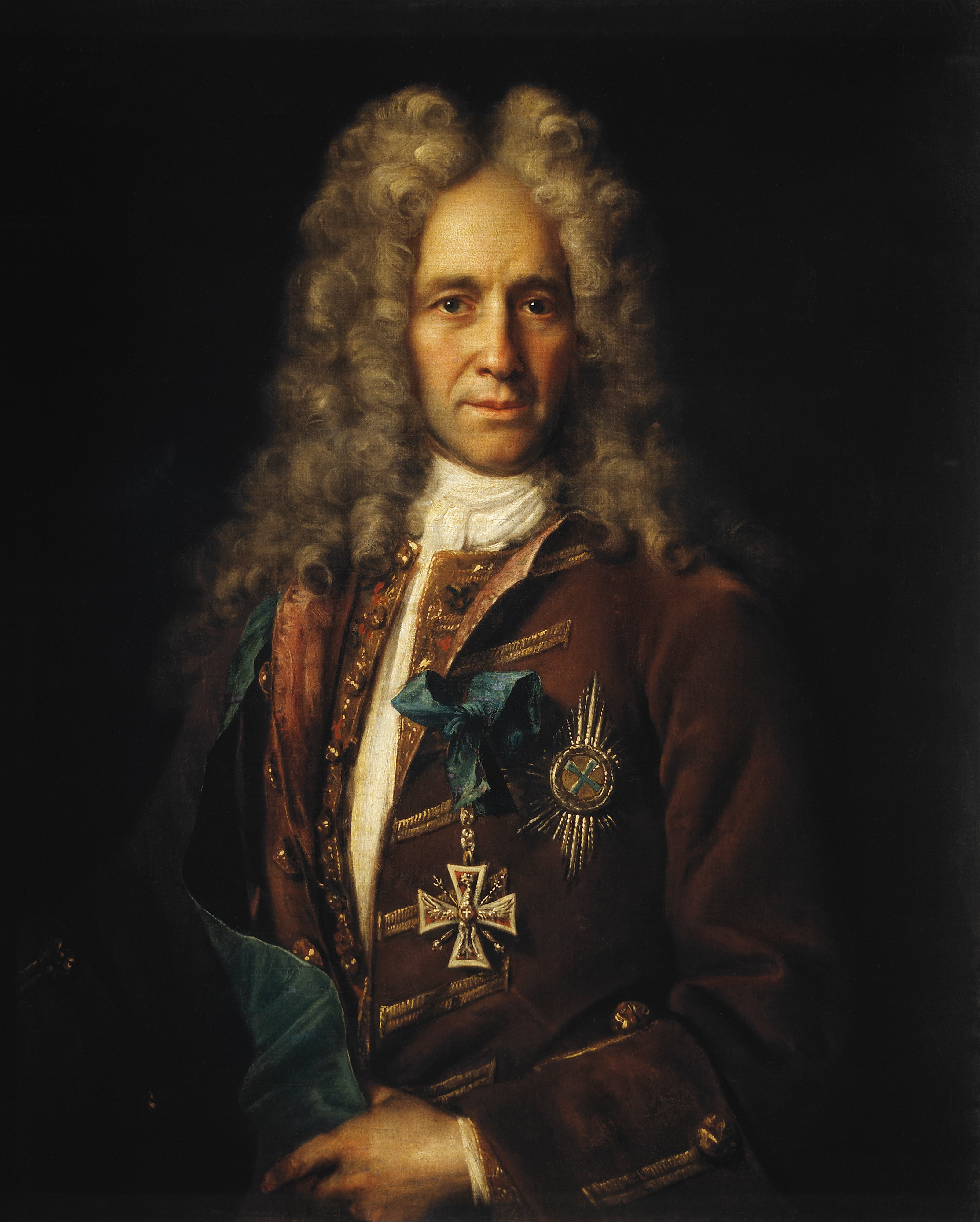
イヴァン・ニキーチンによる肖像画、1720年代。

ガヴリール・イヴァノヴィチ・ゴロフキン伯爵（ロシア語: Гаврии́л (Гаври́ла) Ива́нович Голо́вкин, ラテン文字転写: Gavriil (Gavrila) Ivanovich Golovkin、1660年 - 1734年1月20日）は、ロシア・ツァーリ国およびロシア帝国の政治家、外交官。

## 生涯
1677年、ツァレーヴィチのピョートル（後のピョートル1世）の宮廷に入り、ピョートルの母ナタリヤ・ナルイシキナとの縁故を作った。ピョートル1世の姉ソフィア・アレクセーエヴナの摂政期ではピョートル1世を保護した。ピョートル1世が外国を歴遊したときも同伴し、ピョートル1世が立ち寄って働いたザーンダムで一緒に働いた。
1706年、フョードル・アレクセーエヴィチ・ゴロヴィンの後を継いで外交を主導した。1709年にはポルタヴァの戦いの戦場で宰相に任命され、以降25年間宰相の座に留まった。1707年に神聖ローマ帝国の伯爵に叙され、1710年にロシアの伯爵に叙された。
エカチェリーナ1世の治世（1725年 - 1727年）では最高枢密院の一員に任命され、エカチェリーナ1世の遺言でピョートル2世が次期皇帝に指名されたときはゴロフキンが同時に後見人に指名された。ピョートル2世が1730年に死去すると、クールラント女公アンナを支持してドルゴルーコフ家やゴリツィン家に反対、ロシアを立憲君主制にする「条件」が失敗する原因となった。アンナの治世（1730年 - 1740年）では初代内閣の一員だったが、その影響力はアンドレイ・オステルマンやブルクハルト・クリストフ・フォン・ミュンニヒより小さかった。

## 評価
ブリタニカ百科事典第11版によると、外国語について無知だったため外国の大臣との交流が困難を極めたという。